# 天兰铁路
天兰铁路是陇海铁路的末段，东起甘肃省天水，西至甘肃省省会兰州，全长348公里，连接兰新铁路、兰青铁路、包兰铁路三条干线。铁路于1946年5月开工修建，到1949年仅完成全部工程的13%。中华人民共和国成立后，铁路于1950年4月复工，1952年10月通车，1954年8月交付运营。1984年改造为电气化铁路。2000年进行复线改造，当年开工，2003年开通运营。